# نجوى فؤاد
نجوى فؤاد واسمها الحقيقي عواطف محمد عجمي، وُلدت في 17 يناير 1939، هي راقصة شرقية وممثلة مصرية. تُعد من أبرز نجمات الرقص الشرقي في مصر خلال القرن العشرين، شاركت في نحو خمسين فيلمًا مصريًا، حيث جمعت بين الرقص والتمثيل، ما أسهم في ترسيخ حضورها الفني في السينما المصرية.
بدأت نجوى فؤاد مسيرتها الفنية كراقصة شرقية، ثم اتجهت إلى التمثيل عام 1964، قبل أن تعود لاحقًا إلى الرقص لفترة من الزمن. وفي عام 1997، أعلنت اعتزالها الرقص نهائيًا للتفرغ للعمل التمثيلي. شاركت خلال مسيرتها في عدد كبير من الأفلام السينمائية والمسلسلات التلفزيونية.

## حياتها
وُلدت نجوى فؤاد في حي الجمرك بمدينة الإسكندرية لأب مصري كان يعمل كهربائيًا، وأم فلسطينية. قضت طفولتها في فلسطين حتى سن التاسعة، حيث كانت تعيش هناك مع والدها الذي كان يعمل في الأراضي الفلسطينية، قبل أن تعود إلى مصر بعد بدء الاحتلال الإسرائيلي.
بدأت مسيرتها الفنية كراقصة في الصالات، ثم جمعت بين الرقص والتمثيل وشاركت في بطولة العديد من الأفلام. وكانت انطلاقتها السينمائية الحقيقية مع فيلم ملاك وشيطان، الذي أنتجه صلاح ذو الفقار وعز الدين ذو الفقار، والذي شكّل نقطة تحوّل بارزة في مسيرتها الفنية.
أسست لاحقًا شركة إنتاج سينمائي، وقدمت من خلالها عددًا من الأفلام التي قامت ببطولتها، من بينها ألف بوسة وبوسة وحد السيف. كما شاركت في بعض الأعمال المسرحية، منها بداية ونهاية ولا العفاريت الزرق. وقدّمت أيضًا استعراضات راقصة، أبرزها «قمر 14» من ألحان محمد عبد الوهاب، و«ليلة الدخلة»، إلى جانب ظهورها في التلفزيون من خلال مسلسل وعاشت بين أصابعه.
حصلت على عدد من الجوائز السينمائية من مؤسسات ومهرجانات فنية، وتُعد من أكثر الممثلات ظهورًا على شاشة السينما. ورغم تعدد أدوار الراقصة في أفلامها، فقد سعت لإثبات موهبتها التمثيلية، خاصة من خلال فيلم حد السيف. أعلنت اعتزالها الرقص في عام 1997.

## حياتها الخاصة
أكدت في برنامج أنا والعسل مع نيشان خلال رمضان 2013 أن عدد زيجاتها وصل إلى 15 منهم:[بحاجة لمصدر]
1. أحمد فؤاد حسن – الموسيقار وقائد الفرقة الماسية، أنجبت منه ابنة.[9]
2. أحمد رمزي – فنان وممثل، تزوجته في الستينات.
3. كمال نعيم – فنان ومدرب رقص.
4. منصور شيفروليه – وكيل سيارات شيفروليه.
5. فايز طراد – رجل أعمال.
6. سامي المهندس – تزوجته لفترة قصيرة.
7. محمد موسى – دخل معها في زواج سريع.
8. سامي الزغبي – لبناني ومدير فندق شيراتون القاهرة.
9. محمد الملا – رجل أعمال خليجي.
10. عماد عبد الحليم – مطرب شاب (زواج عرفي).
11. اللواء محمد السباعي – آخر أزواجها.

## أعمالها

### الأفلام
- 1957: إغراء
- 1958: مع الأيام
- 1958: قلوب العذارى
- 1958: غلطة حبيبي
- 1958: شارع الحب
- 1958: رحمة من السماء
- 1958: توحة
- 1958: بنت البادية
- 1958: المعلمة
- 1959: مفتش المباحث
- 1959: قلب يحترق
- 1959: سجن العذارى
- 1959: أم رتيبة
- 1959: المليونير الفقير
- 1959: إسماعيل يس في الطيران
- 1959: ارحم حبي
- 1959: إحنا التلامذة
- 1959: احترسي من الحب
- 1959: آخر من يعلم
- 1960: يا حبيبي
- 1960: وداعا يا حب
- 1960: ملاك وشيطان
- 1960: مال ونساء
- 1960: قيس وليلى
- 1960: قلب في الظلام
- 1960: غرام في السيرك
- 1960: شهر عسل بصل
- 1960: سر امرأة
- 1960: إني أتهم
- 1960: الغجرية
- 1960: الزوج المتشرد
- 1961: هاء 3
- 1961: لماذا أعيش
- 1961: عاشور قلب الأسد
- 1961: زوج بالإيجار
- 1961: حياتي هي الثمن
- 1961: حياة وأمل
- 1961: تحت سماء المدينة
- 1961: أنا العدالة
- 1961: امرأة وشيطان
- 1961: النصاب
- 1961: الترجمان
- 1961: الأزواج والصيف
- 1962: شهيدة الحب الإلهي
- 1962: حلوة وكدابة
- 1963: منتهى الفرح
- 1963: لبنان في الليل
- 1963: شباب طائش
- 1963: سجين الليل
- 1963: رجل في الظلام
- 1963: جواز في خطر
- 1963: المجانين في نعيم
- 1963: القاهرة في الليل
- 1963: البدوية العاشقة
- 1964: هارب من الزواج
- 1964: نمر التلامذة
- 1964: من أجل حنفي
- 1964: فتاة الميناء
- 1964: شادية الجبل
- 1964: حكاية نص الليل
- 1964: المغامرة الكبرى
- 1964: الباحثة عن الحب
- 1964: الابن المفقود
- 1965: Slalom
- 1965: طريد الفردوس
- 1965: تنابلة السلطان
- 1965: المشاغبون
- 1965: العقلاء الثلاثة
- 1966: هو والنساء
- 1966: الأصدقاء الثلاثة
- 1966: إجازة صيف
- 1967: نورا
- 1967: شنطة حمزة
- 1967: شقة الطلبة
- 1967: العريس الثاني
- 1967: الراجل ده حيجنني
- 1967: أجازة غرام
- 1968: حب وخيانة
- 1968: المليونير المزيف
- 1968: أشجع رجل في العالم
- 1968: ابن الحتة
- 1969: صراع المحترفين
- 1969: الحلوة عزيزة
- 1969: الحب والفلوس
- 1970: ورد وشوك
- 1970: لسنا ملائكة
- 1970: فرقة المرح
- 1970: حياتي
- 1970: الصديقان
- 1971: ملكة الليل
- 1971: غداً يعود الحب
- 1971: سبع الليل
- 1971: رحلة لذيذة
- 1971: بريء في المشنقة
- 1971: آدم والنساء
- 1971: 5 شارع الحبايب
- 1972: عماشة في الأدغال
- 1972: امتثال
- 1972: العالم سنة 2000
- 1972: الحسناء والنمر
- 1972: أضواء المدينة
- 1973: شلة المحتالين
- 1973: شقة للحب
- 1973: ذات الوجهين
- 1973: امرأة سيئة السمعة
- 1973: السلم الخلفي
- 1973: السكرية
- 1973: البحث عن فضيحة
- 1974: عنتر فارس الصحراء
- 1974: شياطين إلى الأبد
- 1974: آنسات وسيدات
- 1974: الغجرية العاشقة
- 1974: الأحضان الدافئة
- 1974: أرملة ليلة الزفاف
- 1975: ممنوع في ليلة الدخلة
- 1975: المطلقات
- 1975: الخدعة الخفية
- 1975: احترسي من الرجال يا ماما
- 1976: نساء تحت الطبع
- 1976: نبتدي منين الحكاية
- 1976: لا يا من كنت حبيبي
- 1976: عالم عيال عيال
- 1976: حب على شاطئ ميامي
- 1976: حافية على جسر الذهب
- 1976: العش الهادئ
- 1976: الحياة نغم
- 1977: نساء في المدينة
- 1977: ليل ورغبة
- 1977: كان وكان وكان
- 1977: دعاء المظلومين
- 1977: حلوة يا دنيا الحب
- 1977: المصباح السحري
- 1977: المرايات
- 1977: ألف بوسة وبوسة
- 1977: الحلوة والغبي
- 1977: الحب قبل الخبز أحيانا
- 1978: مكالمة بعد منتصف الليل
- 1978: ليلة لا تنسى
- 1979: رجال لا يعرفون الحب
- 1979: الرقص على أنغام البارود
- 1980: ضربة شمس
- 1980: دائرة الشك
- 1980: بذور الشيطان
- 1980: العاشقة
- 1982: السلخانة
- 1983: شاطئ الحظ
- 1983: رحلة عيون
- 1983: برج المدابغ
- 1984: طابونة حمزة
- 1984: صديقي الوفي
- 1984: بنات إبليس
- 1984: امرأة في السجن
- 1984: الليلة الموعودة
- 1984: العايقة والدريسة
- 1984: الطماعين
- 1986: رغبة وحقد وانتقام
- 1986: حد السيف
- 1986: بكرة أحلى من النهاردة
- 1986: الانتقام
- 1986: أحضان الخوف
- 1988: خطة بعيدة المدى
- 1988: باب النصر
- 1988: إمبراطورية الجيارة
- 1988: الفلوس والوحوش
- 1989: كفر الطماعين
- 1989: حارة الحبايب
- 1989: الحقونا
- 1990: جواز عرفي
- 1990: الشيطان يستعد للرحيل
- 1990: الحب الحقيقي
- 1990: البيضة والحجر
- 1990: الأبطال الثلاثة
- 1991: مراهقون ومراهقات
- 1991: شاويش نص الليل
- 1991: حصل يا سعادة البيه
- 1991: الهاربة إلى الجحيم
- 1991: المطلقات والذئاب
- 1991: الكمين
- 1991: القانون لا يعرف الحب
- 1991: الصعلوك والهوانم
- 1991: الشيطان اسمه سونة
- 1991: الدكتورة منال ترقص
- 1992: وكر الذئب
- 1992: كله بيلعب على كله
- 1992: شياطين الشرطة
- 1992: الراقصة والشيطان
- 1992: الدلالة
- 1992: أزواج في ورطة
- 1992: أحلامنا الحلوة
- 1993: لعبة الأيام
- 1993: فرسان آخر زمن
- 1993: اليتيم والحب
- 1993: اللعب على المكشوف
- 1993: الرصيف
- 1994: كشف المستور
- 1994: درب العوالم
- 1995: كلاب المدينة
- 1998: هيستيريا
- 2000: ليه خلتني أحبك
- 2000: الأجندة الحمراء
- 2009: خلطة فوزية
- 2010: بيت المغتربات
- 2010: الهاربتان
- 2014: حلاوة روح
- 2016: حسن دليفري
- 2019: قهوة بورصة مصر

### المسلسلات
- 1970: العصابة
- 1975: ابن الليل
- 1982: عاشت مرتين
- 1985: رحلة الأوهام
- 1986: سفر الأحلام
- 1987: برج الأكابر
- 1987: الباقي من الزمن ساعة
- 1989: وتدور الدوائر
- 1989: حبيبي الذي لا أعرفه
- 1990: أيام الحب والغضب
- 1992: سبعة وجوه للحقيقة
- 1994: لا
- 1994: العائلة
- 1995: على باب الوزير
- 1997: زيزينيا (ج1)
- 1997: بريء في ورطة
- 1998: يوم عسل يوم بصل
- 1998: وهزمتني امرأة
- 1998: عصفور الجنة
- 1998: حكاية أمل
- 1998: بريق منتصف الليل
- 1998: المفتاح الضائع
- 1999: نهار وليل
- 1999: بنت الأسيوطي
- 1999: أحلام سليمان
- 2000: سوق الرجالة
- 2000: الوشاح الأبيض
- 2001: رحيق الفوارس
- 2001: خالف تعرف
- 2001: إحنا نروح القسم
- 2002: الخيول
- 2002: الخريف لن يأتي أبدا
- 2003: أمانة يا ليل
- 2004: القرار الأخير
- 2004: أحلام هند الخشاب
- 2006: دائرة الاشتباه
- 2006: الشيطان لا يعرف الحب
- 2007: عقدة ماما عزيزة
- 2007: حكايات المدندش
- 2007: أولاد الليل
- 2009: نسمة ونصيب
- 2009: حكايات البنات
- 2010: مذكرات سيئة السمعة
- 2011: كلمات: أواخر الشتا
- 2011: في العلالي
- 2012: النار والطين
- 2012: الخفافيش
- 2012: البلطجي
- 2013: نظرية الجوافة
- 2017: لأعلى سعر
- 2018: أرض النفاق
- 2023: تلت التلاتة

### المسرحيات
- 1964: الزوج العاشر
- 1985: بداية ونهاية
- 1993: آه يا غجر
- 1999: ملاعيب
- 2010: ملك الشحاتين
- 2011: هو فيه رجالة

### المسلسلات الإذاعية
- 1983: أشياء لا تباع

## وصلات خارجية
- نجوى فؤاد على موقع IMDb (الإنجليزية)
- نجوى فؤاد على موقع الدهليز
- نجوى فؤاد على موقع قاعدة بيانات الأفلام العربية